# História do conhecimento
A história do conhecimento é o campo acadêmico que abarca o conhecimento humano criado ou descoberto ao longo da história e suas formas, focos, acumulação, agentes, impactos, mediações, distribuições, aplicações, contextos sociais, condições e métodos de produção históricos. É uma área correlata, mas distinta da história da ciência, da história da erudição e da história da filosofia. O âmbito da história do conhecimento abrange todos os campos descobertos e criados do conhecimento derivado do ser humano, tais como lógica, filosofia, matemática, ciência, sociologia, psicologia ou mineração de dados.
A história do conhecimento é uma disciplina acadêmica que estuda as formas de conhecimento no passado registrado. A disciplina se consolidou nos anos 2000 como uma resposta à era digital e foi formalmente reconhecida com a introdução de instituições acadêmicas como a Geschichte des Wissens. Estudiosos do campo visam investigar as formas, difusão e produção do conhecimento com enfoque tanto no “alto” conhecimento de prestígio, tanto no “baixo” conhecimento do cotidiano. As teorias de Michel Foucalt, com conceitos como “ordens do saber”, têm grande importância nas abordagens da área, sendo usadas de forma similar em outros campos que abordam o uso de quadros sociais, culturais e políticos.
A formação da disciplina tem raízes no campo da história da ciência nos anos 1950 e conceitos contemporâneos podem ser identificados em obras que remontam ao século XV. A extensão dos estudos do campo é dinâmica, podendo abranger desde à antiguidade até a revolução digital. Os conceitos aplicados nesta especialização, como a “cientificação”, explicam a transformação de informação em conhecimento. A “cientificação” está relacionada com a descrição de informação “bruta” dada por Peter Burke. Peter Burke está listado entre alguns dos autores canônicos no campo, ao lado de Martin Mulsow, Pierre Bourdieu e Michel Foucault.

## A história do campo
Os Fundamentos da História do Conhecimento foram traçados por acadêmicos como o historiador Peter Burke, em trabalhos como “O que é história do conhecimento?”. O livro identifica o “Progresso do conhecimento” do século XV, em que Francis Bacon escreve sobre a circulação do conhecimento. O conceito de “circulação” foi usado no campo da História desde os anos 2000, e traça a transferência do conhecimento através de atores e espaços. No século XIX, acadêmicos expressavam a vontade de historicizar o conhecimento e observar seus avanços. Isso se assemelha à emergência da História das ciências naturais no século XIX. O filósofo cientista Auguste Comte foi um dos primeiros a tentar implementá-la no sistema universitário. O filósofo ilustra o crescimento do interesse acadêmico que visava historicizar o conhecimento. Seguindo Comte, o segundo movimento da Sociologia do Conhecimento dos anos 1960, introduziu ideias de Michel Foucault e Pierre Bourdieu. Do mesmo modo, ambas autoridades impactaram a História do Conhecimento, evidenciado pela obra de Foucault nos campos de produção do conhecimento e o trabalho de Bourdieu sobre conhecimento situado em “Homo Academicus”.
A origem da História do Conhecimento acompanha os avanços da História da Ciência enquanto uma disciplina acadêmica. George Sarton, no início do século XX, defendeu o uso de novas práticas para estudar o progresso científico e previu o uso das humanidades pela ciência. No período dos anos 1950 e 1960, a História da Ciência tinha se implementado enquanto uma disciplina acadêmica, nas universidades da América e da Europa. A mudança de História da Ciência para o alemão Wissenschaftsgeschichte (História do Conhecimento Acadêmico) envolveu a inclusão das humanidades e das ciências sociais. Nos anos 2000 começou o movimento em direção ao alemão Wissens Geschichte, que significa História do Conhecimento. Ao decorrer do estabelecimento da História do Conhecimento, se foi discutido se a História da Ciência deveria ou não ser absorvida pela História do Conhecimento.
A relevância da História do Conhecimento coincidiu com a discussão acerca do termo acadêmico “Sociedade do Conhecimento” refletida na necessidade da gestão de conhecimento desde a década de 1960. Isso também coincidiu com o estudo da revolução digital que pode ser enxergada como uma parte de uma série de revoluções do conhecimento. A era da revolução digital produziu questões sobre como o conhecimento passado foi gerado e circulado. Peter Burke documenta que a crescente globalização da escolaridade contribuiu para o crescimento da disciplina, como visto em sua pesquisa independente na década de 1990, com livros como “Fields of Knowledge” (1992) e “Colonialism and its Forms of Knowledge” (1996). Logo a História do Conhecimento como uma disciplina se tornou institucionalizada nos anos 2000 por toda a Alemanha (em Erfurt e Kiel).

## Escopo
A história do conhecimento é conhecida por sua amplitude de áreas de estudo. Apesar de não haver consenso entre os acadêmicos sobre o que a pesquisa da disciplina inclui. Áreas que vêm sendo pesquisadas pela disciplina incluem conhecimento em contextos não ocidentais, conhecimento da elite, conhecimento das práticas cotidianas, conhecimento implícito e religioso, conhecimento social, político e cultural. Os tópicos de receitas médicas escritas por mulheres, os fracassos de colheita do século 18 na história da "sabedoria" americana, como a psicologia pop.
Conhecimento é um conceito formativo para o campo, entretanto, sua definição por acadêmicos de Wissensgechichte, como escreve Suzanne Manchard, é “inconsistente”. Acadêmicos admitem a ideia geral de que conhecimento é definido por algo que no passado foi considerado conhecimento. Em oposição Lorraine Daston vê essa definição como prejudicial para o campo, escrevendo-a como muito expansiva e defende a definição de “conhecimento sistematizado”. Daston também afirma na "História da Ciência e da História do Conhecimento" que não há uma definição única de conhecimento.
As definições de conhecimento usadas divergem e medidas interdisciplinares como a área da epistemologia são utilizadas para fornecer uma noção mais clara. Isto vem sendo contestado, pois as definições epistemológicas ignoram conhecimentos que podem ser aplicados. O conhecimento é variável e o que é definido como digno de conhecimento, aceito como conhecimento ou evidência de conhecimento depende do ‘lugar, tempo ou grupo social’. Além disso, conhecimento conceitualizado em diferentes línguas (latim; scientia 'saber que' em comparação com 'saber como'), complicando o trabalho de acadêmicos para definir o conhecimento ou a disciplina. Isto porque a compreensão de conhecimento é afetada pela língua. Relativo ao tópico, tem sido apontado conhecimento como um conceito corre o risco de tornar-se progressivamente vago e incapaz para o uso de análises.
Os movimentos disciplinares e transdisciplinares se sobrepõem com o número de campos acadêmicos. A Geschichte des Wissens incorpora pesquisadores de várias áreas, incluindo filosofia, história literária e história predominantemente social, entre outras. Na geografia, uma sobreposição com a história do conhecimento pode ser vista como uma recente mudança epistemológica e seus estudos sobre locais de produção de conhecimento, ou seja, o estudo do conhecimento científico em seus ambientes geográficos. A definição de Lorraine Daston inclui o conhecimento religioso, pois o conhecimento confessional é sistematizado.
Na história do conhecimento, a ideia de que conhecimento e história são plurais na pluralização do savoir (saber) de Michel Foucault. Isto também é fundado no campo da antropologia que pluraliza cultura no conceito ‘culturas do conhecimento’. Isto tem a ver com as muitas formas de conhecimento, tais como o abstrato ou concreto. Ao mesmo tempo contrasta com a crença do século 19 da história singularmente como narrativa. Essa visão é conhecida como Die Geschichte e foi construída durante o século 20. Além disso, um estudioso pergunta se a história do conhecimento pode eliminar a necessidade de conceitos como "história social" e "história cultural". O mesmo estudioso prossegue descrevendo a forma como Peter Burke usa o conhecimento como um substituto para a cultura.

## Conceitos
Teorias, abordagens e conceitos têm sido usados para estudar a história do conhecimento e permitir que pesquisadores entendam questões e problemas em uma escala menor para então relacioná-los a contextos mais abrangentes. Por exemplo, existem conceitos que são “políticos”, “sociais” e “culturais” que são relevantes para o campo de estudos. Historiadores também costumam abordar o campo a partir de uma visão interna do mesmo, avaliando o conteúdo e não as abordagens contextuais que focam nos conceitos.
Scientification ou Cientifização é um conceito usado no campo da história do conhecimento para designar a transformação da informação em conhecimento, processo no qual a transformação é sistematizada. O conceito de Cientifização aborda práticas convencionais como a observação que, com o passar do tempo, foi disciplinarizada. Essa transformação se relaciona com o que estabelece Peter Burke, sendo a informação uma forma “crua” que, ao “cozinhar”, se torna conhecimento. Similarmente, métodos como objetividade, demonstração, erro e crença são derivados de metodologias científicas tradicionais e são aplicados na pesquisa histórica e historiográfica. Fundamentalmente, porém, o uso da ciência foi definido apenas no século XIX, criando um anacronismo quando o conceito é aplicado em práticas de conhecimento anteriores à esta data.
As ‘orders of knowledge’ ou ‘ordens do conhecimento’ de Michel Foucault é um conceito que estabelece que as organizações são definidas pelo tempo ou espaço em que se encontram. Quando os valores de uma cultura interagem com as práticas de conhecimento, forma-se um regime. O sistema é entendido como centros de conhecimento (como as universidades) e é formado e modificado a partir de interações e valores. Essa é a base da teoria de Foucault de que um ‘regime of truth’ ou ‘regime de verdade’ é inerente a uma sociedade. Historiadores observam um recorte temporal e indagam como as pessoas interpretavam os conceitos ao olhar para que conhecimentos influenciavam as interpretações, para então investigar como seus entendimentos afetavam as ordens de conhecimento. Alguns profissionais da área são vistos trabalhando na Geschichte Des Wissens na Universidade de Zurique. Publicações do co-fundador da instituição Philip Sarasin são similares àquelas de Foucault.
O estudo do conhecimento não é só aplicado para compreender a sua definição, mas também para definir o que é prático, social e cotidiano nas práticas de conhecimento. Essas áreas são estudadas com o intuito de examinar as estruturas políticas e sociais e alargar a pesquisa para além destes conceitos dominantes. Parte do objetivo é estudar conhecimentos cotidianos ignorados, como os saberes artesanais, por exemplo. Esse estudo não só desvia do foco científico e intelectual da história do conhecimento, como reconhece os contextos sociais, econômicos e políticos onde o conhecimento é empregado. Além disso, as análises a partir do social e do cultural são abordagens que estudam os contextos e instituições de conhecimento. Ambos os conceitos empregam um foco em influências externas ao próprio conhecimento. Os aspectos sociais e culturais se relacionam com o método social da Wissensoziologie (sociologia do conhecimento) formada por Karl Mannheim na década de 1920, na Alemanha. Mannheim também desenvolveu o conceito ‘Sein-sgebundenheit’, que defende que o conhecimento é atrelado com o conceito de ‘social’. e que crenças individuais e pensamentos são determinados pela classe social de um indivíduo.

## Abordagem Recente
Por mais que um dos principais objetivos da História do Conhecimento seja justamente estudar conhecimentos cotidianos ignorados, existe uma crítica a respeito do que seria um objeto de estudo oposto, o da História da Ignorância. No texto Introduction: Histories of Ignorance de Lukas M. Verburgt e Peter Burke, os autores, ao analisar as dificuldades metodológicas da História do Conhecimento, como sua semelhança com a História da Ciência, propõem justamente que o estudo sobre a ignorância humana pode ajudar o campo a emancipar-se da História da Ciência.
```
  Os estudos a respeito da ignorância eram originalmente feitos por outros estudiosos das ciências humanas desde a década de 1980, até virar de fato um objeto de estudo recorrente no campo historiográfico na década de 2010.
[
16
]
 Nos últimos dez anos, foram publicados inúmeros estudos que se concentram na história de diferentes tipos de ignorância nos contextos da diplomacia, império e geografia, bem como nas primeiras práticas administrativas modernas, ciência, literatura e artes.
[
16
]
```

```
  Diante do desafio de escrever a definição de ignorância como ausência ou falta de conhecimento, o autor escreve três possíveis soluções: a primeira é aceitar que a ignorância existe apenas onde o conhecimento não existe, examinando as causas e as implicações mais amplas de tal ignorância; a segunda consistindo em resistir à tendência de reduzir a ignorância à mera ausência ou falta de conhecimento; e uma terceira, sustentando que não é possível traçar contrastes nítidos entre o conhecimento e a ignorância.
[
16
]
```

Esse estudo ainda é muito recente e apresenta um nível de complexidade alto. Assim sendo, a ignorância não pode ser mais negligenciada ou reduzida a um fenômeno que simplesmente precisa ser superado. Estabelecer uma relação entre conhecimento e ignorância é parte fundamental do processo de entendimento da humanidade, e com através de diálogos interdisciplinares.

## Vantagens e Limitações
A história do conhecimento foi por muito tempo criticada por ser “excêntrica”, apesar de ter crescido consistentemente desde sua concepção como uma profissão histórica. Estudiosos contribuíram para o crescimento do conhecimento dentro do campo enquanto também demonstraram seu valor e suas fraquezas enquanto um ramo de estudos.
O objeto de estudo da história do conhecimento é indefinido e críticos acusam o escopo do campo de ser demasiadamente vago. Um motivo para isso é o fato das especializações dos acadêmicos trabalhando na disciplina serem abrangentes. No entanto, tirar conhecimento de outras disciplinas é considerado vantajoso para o campo por encorajar a cooperação entre estudiosos. Simone Lassig também declara que a visão expansiva da profissão é melhor equipada para o estudo de conhecimento esquecido no passado, enquanto também lembra historiadores da forma não-fixa da história. Raina, um historiador indiano traz também ao debate como uma revisão da ciência na era moderna europeia, desencadeia uma narrativa nacional e eurocêntrica iluminista de progresso histórico e civilizatório, junto da divisão de ciência como matéria e isso ao longo do século XIX cria tradições nacionais sobre ciências que levam apenas os europeus como centro do conhecimento.
A história da ciência tem o risco de ser absorvida pela história do conhecimento. A história da ciência devido ao acúmulo de críticas em círculos acadêmicos têm tido reclamações no seu euro centrismo, pois traz veemente a ideia da Europa como fundadora da ciência. Os debates sobre história do conhecimento escolheram optar pelo argumento de que há na área uma falta de confiança em conceitos “ocidentais”. Porém, se contesta que a história do conhecimento é tida como “uma simples agregação” da história da ciência junto da história das ideias. Isso ocorre devido a narrativa que a história da ciência e das ideias já se encontram consumadas. Por exemplo, tópicos que foram estudados como sendo de história da ciência, agora são pesquisados dentro da história do conhecimento.
Outra limitação considerada pela esfera acadêmica é o foco dado ao conhecimento, onde se deixa de fora o estudo sobre a produção de conhecimento como algo que passa pelo individual e os microcosmos. Por exemplo, as pessoas com crença interpretam sua noção de crença como conhecimento. Evidentemente, pessoas que trouxeram inovação e descoberta ao conhecimento, incluindo seu objetivo e crenças, não são investigadas. Se argumenta que ao examinar os exemplos, há um posicionamento onde se põe em risco a ideia do conhecimento analisado, como apenas conhecimento do passado. Isso omite aquilo que não se sabe e o aspecto humano nisso. Embora se estude o conhecimento cotidiano, esse conhecimento que não pertence às elites, não era reconhecido como conhecimento no passado. Além disso, a definição dada por estudiosos da área, onde conhecimento é aceito como aquilo que é conhecimento, ainda traz limitações aos pontos de vista estudados.
A história do conhecimento observa formas de saber fora do contexto ocidental. No entanto, o conceito ‘ordens de conhecimento’ de Foucault, uma base central da história do conhecimento, foi taxado como homogêneo pelo acadêmico Peter Burke. Ele afirma que a teoria não reconhece como conhecimento e informação circulam fora de limites geográficos. Phillip Sarasin, em oposição, aponta que a teoria usada na história do conhecimento encoraja um olhar pós-colonial e por isso seguindo a lógica de Dhruv Raina alguns problemas são criados como: os impossíveis desafios da decolonização que se resume ao desafio de criar uma historia da ciência e conhecimento não eurocêntrica, sem cometer os mesmos erros do euro centrismo; a pluralidade do conhecimento, no caso a maneira como a ideia de ciência e conhecimento será introduzido em diversos ambientes principalmente o educacional  e o desafio da justiça cognitiva onde se debate de que maneira devemos resolver ou lidar com os desafios que ensinar ciência traz; e conhecimento por apenas um prisma consequentemente deixa de fora outros prismas sobre o conhecimento.

## Época Moderna
Na época moderna, os saberes não eram divididos em disciplinas. O conhecimento medicinal, geográfico, artesanal e etc. aparecem em intersecção nos documentos históricos desse período. Esses conhecimentos foram resgatados por autores e historiadores contemporâneos que focam a sua produção na história do conhecimento e passaram a ser centrais nos debates atuais sobre o tema.
História da Ciência e História do Conhecimento
Para entender a História do conhecimento na Época Moderna é preciso entender sua relação com a História da Ciência. Daston explica que a História da Ciência se tornou disciplina recentemente, nos de 1950 e 1960. De início era restrita apenas por cientistas, porém com o tempo foi sendo absorvidas por outras áreas como as Ciências Sociais e a Filosofia. Na História da Ciência existiu no debate, durante muito tempo, a divisão entre “moderno” e “pré-moderno”, já na História do conhecimento não existe essa fronteira, isto “permite que os historiadores sigam as práticas onde quer que elas os levem, por mais distantes que possam estar de qualquer coisa que se assemelhe à ciência moderna”, porém também há um problema nessa situação. Pelo conhecimento ser muito amplo (há ponto da própria Daston defender que não existe uma verdadeira definição de conhecimento) sua flexibilidade acaba ficando “emborrachada”. Isso fica ainda mais complicado na área em que a história do conhecimento está sendo aplicada, em dois programas de pesquisa diferentes e indiscutivelmente incompatíveis. De um lado temos a abordagem sobre o conhecimento ocultado pelas elites na época moderna, como as receitas médicas feitas por mulheres ou as habilidades dos artesãos. Por outro temos a abordagem sobre a história da aprendizagem, ou o conhecimento das elites. Isso trouxe diversas críticas de estudiosos sobre o quanto o termo “conhecimento” pode ser distorcido.
Segundo o autor Peter Burke, a História do Conhecimento originou-se de duas outras histórias: a história do livro e a já mencionada História da Ciência, onde desta última surgiram três "desafios" historiográficos:
1- O primeiro deles sobrevém da consciência de que, no sentido moderno do termo "ciência é um conceito do século XIX, portanto aplicar o termo a atividades de busca de conhecimento em períodos anteriores a esse propicia o que há de mais odioso para um historiador: o anacronismo;
2- O segundo desafio advém do surgimento do interesse acadêmico na cultura popular, incluindo os conhecimentos práticos de artesãos e curandeiros;
3- O terceiro e mais fundamental desafio surge da ascensão da história global e da consequente necessidade de discutir as conquistar intelectuais das culturas não ocidentais. Essas conquistas talvez não se encaixem no modelo de "ciência" ocidental, porém se mantêm como contribuições ao conhecimento.
Se tratando do conhecimento científico, o ato de conhecer estaria não apenas relacionado a forma que compreendemos algo, mas também a uma série de experiências que passam pelo método científico. Com essa forma de pensar Burke faz a alegação de que não existe apenas uma História do Conhecimento, mas sim várias Histórias do Conhecimento, visto que elas podem ser: pura e aplicada, abstrata e concreta, explícita e implícita, adquirida e popular, masculina e feminina, local e universal, saber como fazer algo e saber como aplica. Além disso, o que se considera válido saber varia muito de acordo com o lugar, época e grupo social, bem como o que se considera irrelevante também, deixando o processo de estudo do conhecimento com vários problemas e diferentes perspectivas.

### Cosmografia
O termo cosmografia, em termos do começo da modernidade europeia, era a ciência dedicada a descrever e mapear as características gerais do universo e da terra. Se tratava de um termo geral utilizado para se referir aos estudos do universo como um todo, tendo como central a obra Geografia, de Ptolomeu, por vezes traduzida também como Cosmografia. Durante o Renascimento, a cosmografia pode ser considerada o conjunto histórico específico de relações sociais e técnicas que convergiam na crescente apreensão territorial, celestial e representacional do espaço como um todo.
No decorrer dos séculos XV e XVI, as explorações da terra e do mar pelos europeus durante a Era dos Descobrimentos provocaram grandes mudanças no campo amplo dos estudos cosmográficos. Dentro das bases medievais da cosmografia, não havia uma divisão clara entre o que hoje são disciplinas distintas; porém, ao curso dos séculos XV e XVI essa divisão passa a se manifestar cada vez mais e as disciplinas da geografia, da astronomia e da “hidrografia”, o estudo dos mares, se consolidam como campos de pesquisa independentes, distintos e de igual importância.
Apesar disso, aqueles que se dedicavam aos estudos nos vários campos permaneceram sendo identificados como “cosmógrafos”. Ainda assim, à medida que o campo da cosmografia se expandia e ramificava, o mesmo ocorria com seus praticantes. No século XV, os cosmógrafos eram em sua maioria escolásticos de formação acadêmica ou teológica preocupados com mapas do mundo, descrições geográficas e observações astronômicas. Com a expansão e explorações marítimas ao final do século XV e decorrer do XVI, os cosmógrafos passaram a se dedicar a atividades mais variadas, surgindo cosmógrafos orientados para a prática. Os novos cosmógrafos, por vezes identificados como geógrafos, comumente tinham experiência prática em mar, vinham de famílias de marinheiros ou mercantes e trabalhavam em navios ou ministérios de navegação. Entre essas famílias de cosmógrafos, o conhecimento era passado de forma geracional, assim como as ferramentas, os contatos escolásticos e os parceiros comerciais, criando “dinastias” de cosmógrafos, como os Mercator.
A cosmografia, por retratar o “cosmos” em um sentido religioso também, nem sempre  tinha uma relação com o mundo físico, servindo apenas como uma forma representacional de como o universo se organizaria dentro de premissas religiosas e ganhando uma natureza completamente especulativa em certos casos. Isso pode ser observado nas pinturas do português Francisco de Holanda. Por consequência disso, na Europa moderna o corpo humano também era representado nas cosmografias, visto que este era entendido como um microcosmo do mundo exterior, o macrocosmo.

### Geografia
Na época moderna, havia várias maneiras pelas quais o espaço físico era representado ou interpretado. Existiam modelos cartográficos nos quais o centro representado era antes um centro étnico do que geométrico, fazendo com que a cartografia servisse interesses políticos e culturais na sua representação do espaço de maneira mais explícita. No entanto, foi na época moderna que começaram a ser produzidos mais mapas que possuíam um rigor geométrico-aritmético maior na tentativa de ter sucesso em relações diplomáticas com países que possuíam centros étnicos diferentes dos centros étnicos europeus. Ainda assim, essa cartografia mais matemática não necessariamente deixava de ser utilizada por algum interesse político ou cultural.

### Saberes artesanais
Durante a época moderna, a casa (tanto urbana quanto em contextos rurais) se torna uma protagonista em termos de espaço de produção de conhecimento. Levados pela curiosidade ou pela necessidade, diversos agentes atuavam na produção de conhecimento dentro da residência. Os estúdios ou escritórios são normalmente atrelados à produção de conhecimento científico, mas a prática vai muito além: as cozinhas se apresentavam como verdadeiros laboratórios femininos para a produção de remédios e testes de receitas, e os quintais ou jardins eram ambiente propício para a exploração natural.
Considerando a variedade de espaços que abrigavam a experimentação e a produção de conhecimento, os agentes também eram diversos: além dos homens (principais autoridades da casa à época), esposas, filhos e criados também participavam dos experimentos, evidenciados por anotações e livros de receitas manuscritos. Dessa forma, diversos tipos de conhecimentos práticos e saberes artesanais eram consolidados e transmitidos em contextos residenciais e familiares: os próprios livros de receita eram valiosos e passados de geração em geração.
Além da casa como espaço, deve se falar daqueles que ocupam essa. A "casa estendida", normalmente composta pelas famílias nuclear, estendida e criados, além de cuidar das necessidades básicas de seus membros, tinha uma função cultural, transmitindo costumes e práticas às gerações futuras. A família é para a época moderna o centro das relações sociais, guiando as funções daqueles que pertencem a família, os mais novos e mais velhos, o mestre e seus criados. Portanto, os membros da casa estendida como serventes, espoças e maridos, filhos e filhas não só ocupavam o espaço como produziam conhecimento dentro desse, desenvolvendo habilidades e expertises, através dos equipamentos de um laboratório, através da produção de anotações sobre o resultado dos experimentos e com o cuidando da casa e sua higiene.
O espaço físico da casa e sua arquitetura, se tornam o espaço para a produção de atividades relacionadas a receitas e por isso a casa se torna um espaço coletivo de diversos atores históricos produtores de conhecimento os serventes como empregadas domésticas e mordomos; os filhos e filhas; os pais e mães participam desse coletivo e por isso os projetos científicos que lidavam com filosofia natural ou história natural dependiam dos recursos familiares, intelectual e material, para prosseguirem e isso torna a família o centro da produção de conhecimento. Isso desencadeia na criação de livros de receitas e manuais que acumulam o “know-how” testado pelas famílias, tornando esses livros recordações das conexões e saberes da família, bem mais do que somente agregadores de conhecimento.
Ao tratarmos das receitas, primeiramente, seu papel é de fundamental relevância para que possamos compreender hoje as diversas facetas que constituem a produção e estabelecimento do conhecimento. Os livros de receita analisados por Leong são um exemplo claro de como o conhecimento não é algo imutável e restrito a certos espaços. A troca de livros de receitas entre indivíduos podia ser considerada como uma forma de fortalecer laços sociais, de presentear e também pode ser analisada como uma maneira pela qual as famílias encontravam de herdar suas histórias. As formas de utilização e escrita dessas receitas pelas famílias revelam uma forma de colaboração entre os agentes domésticos e familiares, uma vez que era comum a prática de testar e confirmar a eficácia das receitas. Logo, dado essa longa permanência dos livros de receita nessas famílias mostra o papel das receitas de documentar as atividades e arquivos familiares ao longo do tempo, como uma forma de contar suas histórias e heranças.
É a partir das receitas e da estrutura dos espaços domésticos que podemos compreender a agência do ambiente doméstico na produção de conhecimento e de saberes práticos. Pois é a partir da produção e reprodução dessas receitas, tanto de comidas quanto das de remédios, que esses agentes compreendiam cada vez mais acerca de seu lugar na natureza e sobre seus próprios corpos. O ato de reproduzir tais receitas traz consigo uma noção maior acerca das provisões e suprimentos, da gestão e planejamento doméstico e uma noção maior acerca da sazonalidade e funcionamento da natureza.

## Ver Também
- História Documentada
- Gestão do Conhecimento
- Economia do Conhecimento
- Historiografia